# Дальньотравне
Дальньотра́вне (рос. Дальнетравное) — присілок у складі Казанського району Тюменської області, Росія.
Населення — 168 осіб (2010, 184 у 2002).
Національний склад станом на 2002 рік:
- росіяни — 89 %